# Tupakkalompola
Tupakkalompola eller Joutsenpesälompolo är en sjö i Finland. Den ligger i kommunen Enare i landskapet Lappland, i den norra delen av landet, 1 000 km norr om huvudstaden Helsingfors. Joutsenpesälompolo ligger 144,3 meter över havet. Arean är 44,3 hektar och strandlinjen är 6,08 kilometer lång. Sjön  ingår i Pasvik älvs huvudavrinningsområde. 